# Produkcja bananów w Belize

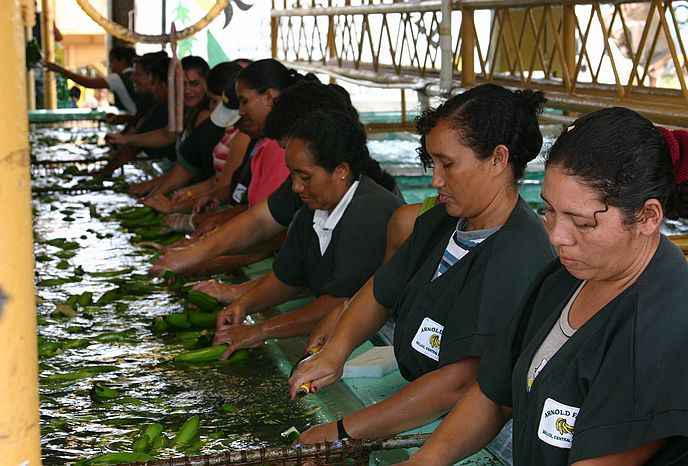
Kobiety sortujące banany w Belize

Produkcja bananów jest jednym z głównych elementów gospodarki Belize. Eksport tych owoców stanowi 12% eksportu ogólnego państwa. Średnia produkcja bananów w Belize w latach 1993–2013 wyniosła 69 354 tony na rok.

## Historia
Na początku XIX wieku banany były uprawiane w Belize na równi z innymi roślinami, takimi jak bawełna, ryż, palma kokosowa i owoce cytrusowe. Po raz pierwszy odnotowano eksport bananów za granicę w 1880. Ilość owoców eksportowanych stopniowo rosła. Większość bananów eksportowano do Stanów Zjednoczonych – w latach 1890–1903 eksport tych owoców stanowił 71% eksportu wszystkich towarów do USA.
Pod koniec XIX wieku produkcja bananów w Belize skupiała się w południowej części kraju. Stale napływała tam siła robocza, zarówno z północnej części brytyjskiej kolonii, jak i z terytoriów sąsiadujących. W latach 1871–1891 populacja dystryktów południowych powiększyła się o 5,7%, podczas gdy liczba mieszkańców dystryktów północnych utrzymała się na stałym poziomie. Stopniowo zwiększała się także liczba przedsiębiorstw zajmujących się uprawą i eksportem bananów. Największym z nich był Syndykat Hondurasu Brytyjskiego, w którego rękach znajdowało się przeszło 14 tysięcy akrów (ponad 5,5 tysiąca hektarów) uprawianej ziemi.
Dalszy rozwój przemysłu bananowego stał się możliwy dzięki powstaniu połączeń kolejowych pomiędzy portami nad Morzem Karaibskim a obszarami położonymi dalej w głębi lądu. W 1911 amerykańska korporacja United Fruit Company, wykupiła posiadłość ziemską Middlesex Estate w dystrykcie Stann Creek, na której rozwinęła uprawę bananów. Do okolic miasta Dangriga poprowadzono linię kolejową w celu transportu owoców. Interes okazał się jednak niedochodowy ze względu na problemy marketingowe, nieekonomiczne metody uprawy i produkcji, a także choroby roślin. W rezultacie przed rokiem 1930 przedsiębiorstwo wycofało się z Belize. W pobliżu linii kolejowej pozostało kilku mniejszych producentów, lecz produkcja spadła z 886 881 kiści bananów w 1917 do 78 867 w 1931. W 1937 rząd podjął decyzję o rozbiórce linii kolejowej z powodu strat finansowych wynikających z jej funkcjonowania. W rezultacie produkcja bananów w regionie została w praktyce wstrzymana.
Po II wojnie światowej uprawa bananów w Belize odbywała się głównie za sprawą firmy Waha Leaf Banana Company, w którą jej założyciele – pochodzący z Alabamy M. D. Greene oraz Jack Atkins – zainwestowali 2 miliony dolarów. W dystrykcie Stan Creek założona została plantacja o powierzchni ok. 14 tysięcy akrów, w której zastosowano środki mające zapobiec rozwojowi chorób bananów. Każdego miesiąca do Stanów Zjednoczonych transportowano stamtąd przeszło 40 000 skrzyń owoców. W 1967 firma została jednak sprzedana inwestorom z Europy. Ci w 1970 ogłosili zamknięcie plantacji w Belize.
W 1971 rząd Belize próbował ponownie wprowadzić szeroko zakrojoną produkcję bananów do kraju. Starania te okazały się jednak nieopłacalne, więc w 1985 plantacje tych owoców zostały sprzedane 29 prywatnym przedsiębiorcom. Większość z nich niebawem zbankrutowała lub sprzedała swoje majątki. W latach 90. 88% krajowych farm bananów skupionych było w rękach dziewięciu hodowców. Duże znaczenie w procesach lat 1971–1990 odegrały występujące z dużym nasileniem klęski żywiołowe, w tym susze i huragany, a także złe administrowanie posiadanymi ziemiami przez państwowe przedsiębiorstwo – Banana Control Board (z ang. Komisja Kontroli nad Bananami).
Tymczasem nadzór nad transportem bananów do Europy przekazano irlandzkiej spółce Fyffes. Przedsiębiorstwo to nie zajmowało się uprawą bananów, a jedynie umożliwieniem ich dostępności na rynkach europejskich. Dzięki podobnym kontraktom w innych państwach regionu, stało się ono jednym z największych dystrybutorów w tej dziedzinie.

## Produkcja i eksport
Produkcja bananów w Belize odbywa się na dużych plantacjach, przy wykorzystaniu nowoczesnych technologii. Głównymi ośrodkami uprawy bananów pozostają dystrykty Stann Creek oraz Toledo. Średnia roczna produkcja bananów w Belize wyniosła w latach 1993–2013 69 354 ton, co plasuje kraj na piątym miejscu w Ameryce Centralnej, przed Nikaraguą i Salwadorem. Zagrożeniem dla rozwoju produkcji owoców w Belize są często powracające klęski żywiołowe, w tym huragany. W wyniku szkód wyrządzonych w 2001 przez huragan Iris, produkcja spadła o 24% w 2001 i kolejne 26% w 2002.
Eksport bananów stanowi 12,33% eksportu wszystkich towarów z Belize. Wartość eksportowanych bananów sięga co roku 60 milionów dolarów. Oznacza to, że banany są jednym z najważniejszych towarów eksportowych państwa, zaraz po ropie naftowej, cukrze trzcinowym oraz sokach owocowych. W eksporcie bananów Belize zajmuje 18. miejsce na świecie i 7. w Ameryce Północnej, z 0,54% udziałów w światowym rynku. Największymi rynkami zbytu dla bananów z Belize są Wielka Brytania (77,66% w 2012), Irlandia (17,54%), Hiszpania (2,19%) oraz Stany Zjednoczone (1,45%).